# The Erotic Ghost
Pour plus de détails, voir Fiche technique et Distribution.
The Erotic Ghost est un vidéofilm américain réalisé par John Bacchus, sorti en 2001.

## Synopsis
Doris (Darian Caine) est une femme au foyer sexy mais insatisfaite sexuellement car ignorée pas son mari trop occupé par son travail.
Doris fait une expérience sexuelle très réussie avec une femme fantôme superbe (Tammy Parks) et se demande après si cette femme était réelle ou non.
Elle découvre également un couple de femmes-démons (Victoria Vega et Jade DuBoir) dans son sous-sol qui la séduisent.
Ce triolisme érotique semblait bien réel également. Tout cela est hallucinant. Devient-elle folle ?

## Fiche technique
- Titre : The Erotic Ghost
- Réalisateur : John Bacchus
- Scénario : John Bacchus
- Langue : Anglais
- Format : Couleurs
- Durée : 72 minutes
- Pays :  États-Unis
- Date de sortie : 2001

## Distribution
- Tammy Parks : la femme fantôme
- Darian Caine : Doris
- Victoria Vega : la femme démon
- Jade Duboir : la femme démon
- John Bacchus : Robert
- Bennigan Feeney : monsieur Barker
- Debbie Rochon : Brenda
- John Paul Fedele : Bob
- Jeffrey Faoro : Ted
- Kimbo